# 1355
- Wikisource

| Calendário gregoriano                                                        | 1355 MCCCLV                                           |
| Ab urbe condita                                                              | 2108                                                  |
| Calendário arménio                                                           | 804 – 805                                             |
| Calendário bahá'í                                                            | -489 – -488                                           |
| Calendário budista                                                           | 1899                                                  |
| Calendário chinês                                                            | 4051 – 4052 Início a 14 de dezembro (aproximadamente) |
| Calendário copta                                                             | 1071 – 1072                                           |
| Calendário etíope                                                            | 1347 – 1348                                           |
| Calendários hindus - Vikram Samvat - Calendário nacional indiano - Cáli Iuga | 1410 – 1411 1276 – 1277 4455 – 4456                   |
| Calendário Holoceno                                                          | 11355                                                 |
| Calendário islâmico                                                          | 756 – 757                                             |
| Calendário judaico                                                           | 5115 – 5116                                           |
| Calendário persa                                                             | 733 – 734                                             |
| Calendário rúnico                                                            | 1605                                                  |
| Calendário solar tailandês                                                   | 1898                                                  |

1355 (MCCCLV, na numeração romana) foi um ano comum do século XIV do Calendário Juliano, da Era de Cristo, e a sua letra dominical foi D (53 semanas), teve início a uma quinta-feira e terminou também a uma quinta-feira.
| Ano completo                        |
| ----------------------------------- |
| Ano comum com início à quinta-feira |

## Eventos
- O Condado de Saboia compra o Faucigny.

## Nascimentos
- Tomás de Woodstock - filho do rei Eduardo III de Inglaterra.
- Álvaro Gil Cabral (casado com Catarina Anes de Loureiro), tataravô de Pedro Álvares Cabral.

## Mortes
- 7 de Janeiro - Inês de Castro, amante do futuro rei Pedro I de Portugal, morre assassinada em Santa Clara, Coimbra.
- João III de Brabante - duque de Brabante e de Limburgo.